# 瓦馬利埃斯省

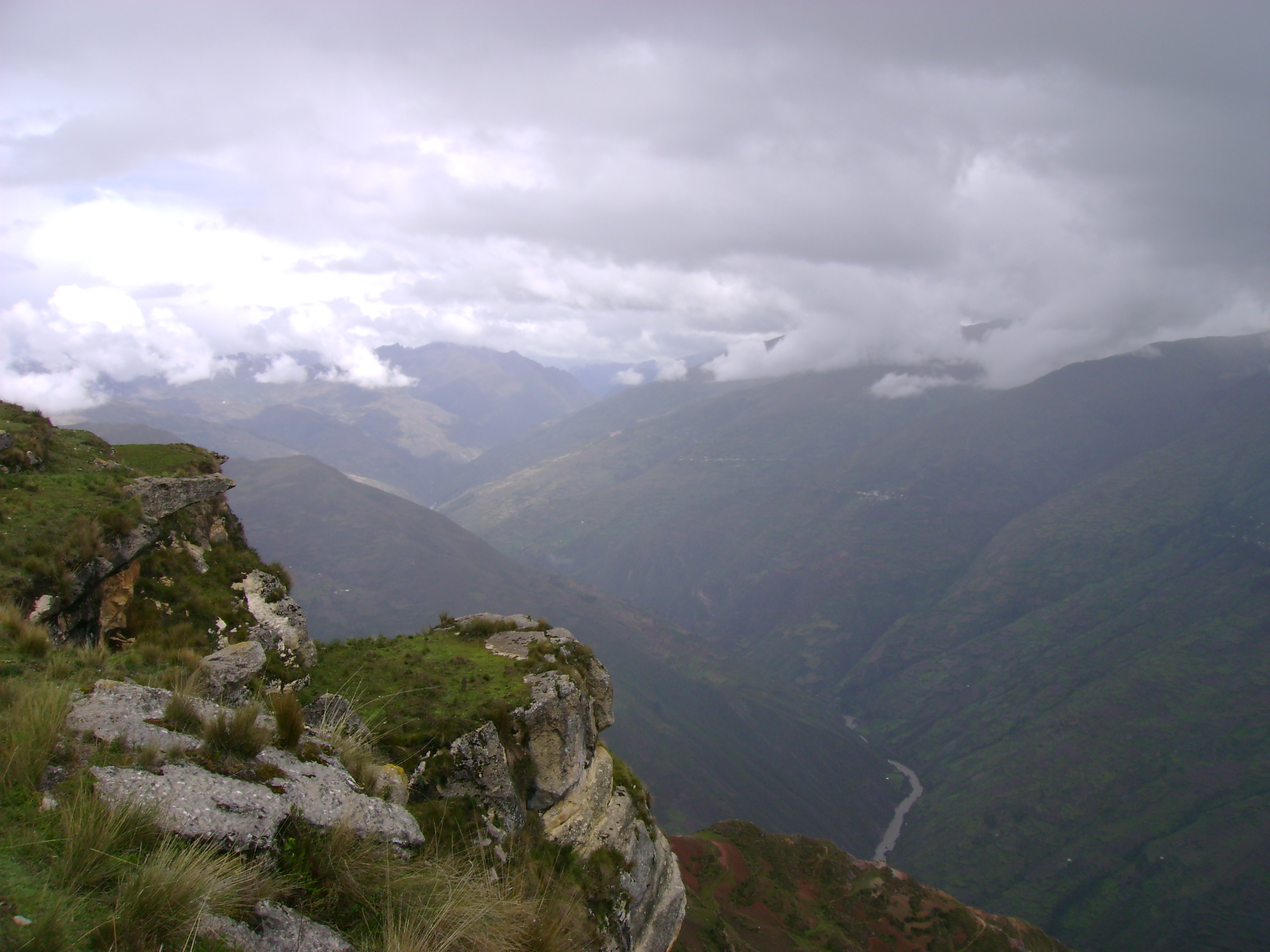

瓦馬利埃斯省（西班牙語：Provincia de Huamalíes），是秘魯的省份，位於該國中部瓦努科大區，首府是亞塔，面積3,144平方公里，2005年人口68,809，人口密度為每平方公里22人，居民主要使用奇楚瓦語和西班牙語。
9°32′59″S 76°49′01″W / 9.549620°S 76.816921°W